# Deir el-Gebraoui
Deir el-Gebraoui est un village de la Moyenne-Égypte situé à environ douze kilomètres à l'est de la ville actuelle de Manfalut (85 000 habitants) sur la rive orientale du Nil. Son nom est lié à une nécropole datée de l'époque pharaonique. Le cimetière est divisé en deux zones distinctes, la Falaise Nord et la Falaise Sud. À la fin de l'Ancien Empire et sans doute même durant la Première Période intermédiaire ont été érigées en ces lieux quelque cent-vingt tombes, dont seize ont des représentations et des inscriptions picturales.
Les plus imposantes sont les tombes de plusieurs nomarques du XIIe nome de Haute-Égypte, certains ayant exercé des fonctions nationales auprès des pharaons de leur temps en tant que vizir ou surintendant de la Haute-Égypte. Parmi ces tombes, se trouvent celles de Ibi et de Djaou (zone sud) ainsi que celles de Henqou Ier, Hemrê Ier, Henqou II et Hemrê II (zone nord).

## Archéologie
Depuis le milieu du XIXe siècle, la nécropole a été fouillée par divers chercheurs. La  première description détaillée ne remonte cependant qu'à l'année 1900 avec les travaux entrepris par le britannique Norman de Garis Davies. Davies a principalement concentré son travail pour le groupe des tombes méridionales. Une documentation détaillée sur le groupe septentrional a seulement été mené à partir de 2004 par l'égyptien Naguib Kanawati. Ce dernier a constaté une forte détérioration de l'état de conservation de nombreux tombeaux, un fait qui est principalement attribuable aux activités des pilleurs de tombes qui ont retiré les décorations murales durant les années 1970.